# John Woolfe
John Woolfe, död 13 november 1793, var en irländsk arkitekt, verksam i London.
John Woolfe växte upp i Kildare i Irland. Han arbetade i London, först som medhjälpare till arkitekten James Paine (1717–89), och senare som tjänsteman på Office of Works. Där fick han slutligen tjänst som "examining clerk" 1790.
John Woolfe är mest känd för att han tillsammans med James Gandon utgav volym 4 och 5 av Vitruvius Britannicus 1767 och 1771.